# Шёттель, Петер
Петер Шёттель (нем. Peter Schöttel; 26 марта 1967 года, Вена) — австрийский футболист, защитник, тренер.

## Клубная карьера
Всю свою карьеру (1986—2002) Петер Шёттель играл за венский «Рапид», в 1997—2001 годах был капитаном команды. В 1999 году Шёттель был включен в символическую команду столетия «Рапида». Игровой номер Петера Шёттеля — 5 — был закреплен «Рапидом» до сезона 2011 года в знак признания его заслуг перед клубом.

## Карьера в сборной
С национальной командой участвовал в двух чемпионатах мира: в 1990 и 1998 годах. Провёл за неё 63 матча. Первый матч за сборную Шёттель сыграл в феврале 1988 года против сборной Швейцарии. Последним полноценным матчем Шёттеля в составе сборной был матч с Испанией в 1999 году, разгромно проигранный 0:9. В товарищеском матче со сборной Норвегии в 2002 году он вышел на 4 минуты — этот матч стал прощальным для Шёттеля.

## Достижения
- Чемпион Австрии (3): 1987, 1988, 1996
- Обладатель Кубка Австрии (2): 1987, 1995